# 何真
何真（1321年—1388年），字邦佐，元末廣東東莞員岡(今廣東省東莞市茶山鎮圓頭山村)人，八歲喪父由母親葉氏扶養長大，身為元朝官員割據嶺南，後投降朱元璋，封東莞伯。

## 生平
何真少時好讀書擊劍，在1341年時擔任元朝的河源縣務副使，時值中原群雄繼起，兵禍波及家鄉，因此他棄官回歸故里，組織鄉兵對抗盜賊。在1354年在茶山打敗假元朝號令四處為禍的王成、陳仲玉，並且驅逐黃常、殺王仲剛等一方勢力，佔惠、循二州，元朝任命何真為惠州府判，不久又擢為廣東都元帥。
1362年，南海三山豪强邵宗愚殺元朝江南行台侍御史八撤刺不花，在攻陷廣州後四處燒殺擄掠，何真領兵收復廣州打敗邵宗愚，並誅殺其部將劉守正、李滿、謝以文等。元朝晉何真為資德大夫，江西、福建行中書省左丞，敕赐南台銀印。而陳友諒也派遣部下熊天瑞進攻廣東，但為何真在胥江趁大雷雨時出兵擊敗。
1365年，邵宗愚又与元廉访副使广宁围攻广州，何真的部將馬醜寒與之內通，据博罗，断了何真粮道。何真被迫突圍，廣州失陷。但何真在隔年隨即重整舊部，先破馬醜寒，再敗邵宗愚、王成，復奪廣州。何真掌廣州期間聘南海孙蕡、王佐掌书记，中原名士茶陵人刘三吾、建安人张智等皆來依附，德庆人李质据有端州，何真派孙蕡、王佐前去勸降成功。元朝授以荣禄大夫。
1368年二月，明太祖朱元璋命廖永忠为征南将军。廖永忠至福州，何真知元朝大势已去，接受廖永忠的勸降，表示归顺之意，助廖永忠消滅邵宗愚。何真入應天後，受到朱元璋賞識，授中奉大夫，並委以江西等处行中书省参知政事，后历任山东、四川、山西、浙江等地布政使。
1387年，朱元璋封何真为东莞伯，食禄一千五百石。翌年何真病故，明太祖亲为文祭悼，命在朝百官素服三日，以侯礼葬京师城南八里冈，复赠侯爵，谥號忠靖。但由於長子何榮与弟何貴都牵连藍玉案而被殺，何真之弟何迪害怕牵连而起兵，十個月後方被平定，因此何真的八个儿子除何崇祖逃生之外，其余7子全被明朝誅殺，連何真的何公祠也被夷为平地。

## 后人
当时随何崇祖逃出来的还有何崇祖的四个儿子以及何真次子何华的二子一孙。数年间，何崇他们一直东躲西藏，直到建文帝登基大赦天下，才得以重见天日，回笋冈（今深圳市笋岗街道笋岗村）定居，繁衍生息。今笋岗村何氏家族大多即为其后代。其后人亦迁入香港新界地区居住，西贡白沙澳村便有一支后人。

## 與香港龍躍頭鄧氏的关系
何真成爲東莞伯後，曾經誘騙龍躍頭鄧氏始祖的鄧季琇，讓鄧季琇在全國進行丈量土地時將其名下的土地以何真的名義申報，以獲取豁免賦徭，但當朝廷核實地權時，何真將全部土地侵吞，故何真曾佔有香港北部大片土地。至何迪叛亂案後，何真因受其株連，鄧季琇子孫才乘機收回原有的土地，而此時鄧季琇也早已作古了。